# 柯水發
柯水發（1911年—1980年1月），臺灣高雄市旗山區人，醫生，於臺灣日治時期的旗山事件與民國時期的二二八事件中都被指控企圖在旗山地區組織群眾來謀反而遭到逮捕判刑。曾擔任過旗山鎮鎮民代表會主席、衛生所主任、高雄縣衛生院院長等職。

## 生平
柯水發為經營中藥店之柯馬的獨子，小時候原本就讀於蕃薯藔公學校（後來的旗山第一公學校，今旗山國小），因成績優異，名次長保第一，後來經日籍教師推薦保送而改去蕃薯藔尋常高等小學校（後來的旗山尋常高等小學校，今鼓山國小），畢業後進入高雄中學校（今之高雄中學）就讀，在學業上依舊有優異表現，故再免試保送進入臺北醫專（1936年併入臺北帝大，臺大醫學院前身）就讀。畢業之後柯水發曾在臺南結核醫院工作，後返回旗山溪洲地區行醫。
後來旗山事件發生，柯水發在1941年11月8日凌晨三點左右遭旗山郡警察課逮捕，被關入臺南刑務所高雄支所。在該事件中，柯水發被認為是旗山事件主謀，計劃與中國軍隊合作夾擊日本人後再與中國軍交涉實現臺灣獨立，而遭到警方的刑求。身為旗山事件偵辦主任的寺奧德三郎在其著作《台灣特高警察物語》中，說柯水發是個相當老奸巨滑、難以對付的傢伙，即使拿出「鐵證」且讓他與自白的嫌犯對質後也依然不肯認罪，遂對他刑求，用盡所有的方法，其中包括叫一名親日派的臺籍醫師對他注射會讓健康人痛苦不堪的鹽水針，但即使如此仍不認罪，最後警方只好於1943年3月硬將案件及柯水發等21名嫌犯移送高雄檢察局。最後柯水發在高雄地方法院一審被判死刑，後改為無期徒刑，柯水發等人的上訴被高等法院於1945年3月駁回後，柯水發被送到了臺南刑務所。在旗山事件期間，柯水發曾經與陳朝景、郭國基、黃占岸關在同一間牢房裡。二次大戰後柯水發才被釋放，並擔任旗山地區三民主義青年團長。
1947年二二八事件發生後，柯水發在3月4日與陳芳洲等人奉區長曾紀文之命在中山堂召開臨時治安維持會，以維護旗山地區的安全，後來該會底下的警備隊警備組副組長張丁枝不顧其勸阻，帶隊查封了旗山一帶的陸軍倉庫，並集中武器，押禁陸軍士兵，而治安會此時將旗山一帶的外省人集中在青年旅社保護，以免他們被攻擊。後來在4月15日時，柯水發與陳芳洲遭臺灣南部綏靖司令部以有內亂罪嫌疑為由加以拘捕，柯水發同樣先被判死刑，後於5月28日判處無期徒刑、褫奪公權終身，後來兩人在6月時上訴最高法院，期間並有許多地方人士出來作證證明其清白，最後柯水發在入獄一年後被無罪釋放。
在這之後柯水發先後擔任過旗山鎮鎮民代表會主席、衛生所主任等職，於1954年4月擔任高雄縣衛生院院長，於1957年辭職返鄉行醫。